# FIA ecoRally Cup 2024
La FIA ecoRally Cup 2024 è stata la stagione 2024 del Campionato del mondo di rally per veicoli ad alimentazione elettrica organizzato dalla Federazione Internazionale dell'Automobile e sviluppato in gare di regolarità e minor consumo. Ha visto lo svolgimento di dodici gare di regolarità in dieci paesi.

## Calendario e risultati
| Data                 | Gara                                  | 1º posto                                                        | 2º posto                                                                      | 3º posto                                                            |
| -------------------- | ------------------------------------- | --------------------------------------------------------------- | ----------------------------------------------------------------------------- | ------------------------------------------------------------------- |
| 25-27 gennaio 2024   | Östersund Winter Eco Rally            | Guido Guerrini (pilota) Artur Prusak (co-pilota)                | Michal Žďárský (pilota) Jakub Nábělek (co-pilota)                             | Didier Malga (pilota) Anne-Valérie Bonnel (co-pilota)               |
| 25-27 gennaio 2024   | Östersund Winter Eco Rally            | Kia eNiro                                                       | Hyundai Kona                                                                  | Kia eNiro                                                           |
| 16-18 febbraio 2024  | Eco Rallye de la Comunitat Valenciana | Michal Žďárský (pilota) Jakub Nábělek (co-pilota)               | José Manuel Pérez Aicart (pilota) Javier Herrera Alejos (co-pilota)           | Guido Guerrini (pilota) Artur Prusak (co-pilota)                    |
| 16-18 febbraio 2024  | Eco Rallye de la Comunitat Valenciana | Hyundai Kona                                                    | Hyundai Kona                                                                  | Kia eNiro                                                           |
| 1-2 marzo 2024       | Mahle Eco Rally                       | Franko Špacapan (pilota) Sebastjan Kobal (co-pilota)            | Kalin Dedikov (pilota) Georgi Pavlov (co-pilota)                              | Guido Guerrini (pilota) Artur Prusak (co-pilota)                    |
| 1-2 marzo 2024       | Mahle Eco Rally                       | Renault Zoe                                                     | Kia eNiro                                                                     | Kia eNiro                                                           |
| 15-16 marzo 2024     | Czech New Energies Rallye             | Michal Žďárský (pilota) Jakub Nábělek (co-pilota)               | Kryštof Hájkov (pilota) Nikola Hájková (co-pilota)                            | Guido Guerrini (pilota) Artur Prusak (co-pilota)                    |
| 15-16 marzo 2024     | Czech New Energies Rallye             | Hyundai Kona                                                    | Peugeot e2008                                                                 | Kia eNiro                                                           |
| 5-7 aprile 2024      | Oeiras Eco Rally Portugal             | Michal Žďárský (pilota) Jakub Nábělek (co-pilota)               | Pedro Morais (pilota) Silvia Coutinho (co-pilota)                             | Nuno Serrano (pilota) Alexandre Berardo (co-pilota)                 |
| 5-7 aprile 2024      | Oeiras Eco Rally Portugal             | Hyundai Kona                                                    | Hyundai Ioniq 5                                                               | Kia EV6                                                             |
| 27-28 aprile 2024    | Azores Eco Rallye                     | Guido Guerrini (pilota) Artur Prusak (co-pilota)                | Michal Žďárský (pilota) Jakub Nábělek (co-pilota)                             | Nuno Serrano (pilota) Alexandre Berardo (co-pilota)                 |
| 27-28 aprile 2024    | Azores Eco Rallye                     | Kia eNiro                                                       | Hyundai Kona                                                                  | Kia EV6                                                             |
| 24-25 maggio 2024    | e-Rallye Ardenne Roads                | Michel Decremer (pilota) Jennifer Hugo (co-pilota)              | Jean-Claude Mathoul (pilota) Patrick Lienne (co-pilota)                       | Beitske Visser (pilota) Artur Kammerer (co-pilota)                  |
| 24-25 maggio 2024    | e-Rallye Ardenne Roads                | Volkswagen ID.3                                                 | Audi A8 e-tron                                                                | Polestar 2                                                          |
| 7-8 giugno 2024      | eRally Iceland                        | Michal Žďárský (pilota) Jakub Nábělek (co-pilota)               | Shirley María Fernández Bellas (pilota) Antonio Fernández Basanta (co-pilota) | Kalin Dedikov (pilota) Georgi Pavlov (co-pilota)                    |
| 7-8 giugno 2024      | eRally Iceland                        | Hyundai Kona                                                    | Hyundai Kona                                                                  | Kia eNiro                                                           |
| 28-30 giugno 2024    | E-Rallye du Chablais                  | Guido Guerrini (pilota) Artur Prusak (co-pilota)                | Michal Žďárský (pilota) Jakub Nábělek (co-pilota)                             | Antoine Dechamps (pilota) Bernard Verstraete (co-pilota)            |
| 28-30 giugno 2024    | E-Rallye du Chablais                  | Kia eNiro                                                       | Hyundai Kona                                                                  | Volkswagen ID.4                                                     |
| 20-22 settembre 2024 | Eco Rallye A Coruña                   | Eneko Conde Pujana (pilota) Lukas Sergnese Bermúdez (co-pilota) | Guido Guerrini (pilota) Artur Prusak (co-pilota)                              | José Manuel Pérez Aicart (pilota) Javier Herrera Alejos (co-pilota) |
| 20-22 settembre 2024 | Eco Rallye A Coruña                   | Kia EV6                                                         | Kia eNiro                                                                     | Hyundai Kona                                                        |
| 21-27 ottobre 2024   | eRallye Monte Carlo                   | Eneko Conde Pujana (pilota) Lukas Sergnese Bermúdez (co-pilota) | Michal Žďárský (pilota) Jakub Nábělek (co-pilota)                             | Guido Guerrini (pilota) Artur Prusak (co-pilota)                    |
| 21-27 ottobre 2024   | eRallye Monte Carlo                   | Kia EV6                                                         | Hyundai Kona                                                                  | Kia eNiro                                                           |
| 16-17 novembre 2024  | EcoDolomites GT                       | Guido Guerrini (pilota) Artur Prusak (co-pilota)                | Franko Špacapan (pilota) Sebastjan Kobal (co-pilota)                          | Michal Žďárský (pilota) Jakub Nábělek (co-pilota)                   |
| 16-17 novembre 2024  | EcoDolomites GT                       | Kia eNiro                                                       | Hyundai Kona                                                                  | Hyundai Kona                                                        |

## Classifiche

### Piloti
| Punti | Pilota (prime posizioni) |
| ----- | ------------------------ |
| 149,5 | Michal Žďárský           |
| 140,5 | Guido Guerrini           |
| 48,5  | Kalin Dedikov            |
| 41    | Franko Špacapan          |
| 37    | Nuno Serrano             |
| 28,5  | Eneko Conde Pujana       |
| 25,5  | Shirley Fernández Bellas |

### Co-piloti
| Punti | Co-pilota (prime posizioni) |
| ----- | --------------------------- |
| 149,5 | Jakub Nábělek               |
| 140,5 | Artur Prusak                |
| 41    | Sebastjan Kobal             |
| 38    | Georgi Pavlov               |
| 37    | Alexandre Berardo           |
| 28,5  | Lukas Sergnese Bermúdez     |
| 25,5  | Antonio Fernández Basanta   |

### Costruttori
| Punti | Marca (prime posizioni) |
| ----- | ----------------------- |
| 160   | Kia                     |
| 157,5 | Hyundai                 |
| 89    | Volkswagen              |
| 41,5  | Peugeot                 |
| 39,5  | Tesla                   |
| 39    | Renault                 |
| 36,5  | Toyota                  |